# Audioanalysator
Als Audioanalysatoren werden elektronische Geräte oder Baugruppen bezeichnet, die periodische elektrische Signale in Audiofrequenzbereich mit einem charakteristischen Zeitverlauf erzeugen, diese auf ein Testobjekt (Device Under Test, DUT) geben und dessen Ausgangssignal nach bestimmten Vorgaben analysieren.
Wichtige Signalformen sind Sinus- und Rechteckschwingung, aber auch Nadelimpulse und daraus zusammengesetzte Signale als tonale Signale, sowie verschiedene Rauschsignale, z. B. weißes oder rosa Rauschen.